# Polydéndri
Polydéndri (Polydendri) är en ort i Grekland.   Den ligger i prefekturen Nomarchía Anatolikís Attikís och regionen Attika, i den sydöstra delen av landet, 29 km norr om huvudstaden Aten. Polydéndri ligger 339 meter över havet och antalet invånare är 1 385.
Terrängen runt Polydéndri är kuperad.Runt Polydéndri är det ganska tätbefolkat, med 100 invånare per kvadratkilometer. Närmaste större samhälle är Acharnes, 18,8 km sydväst om Polydéndri. Trakten runt Polydéndri består till största delen av jordbruksmark.